# Nissaka-shuku

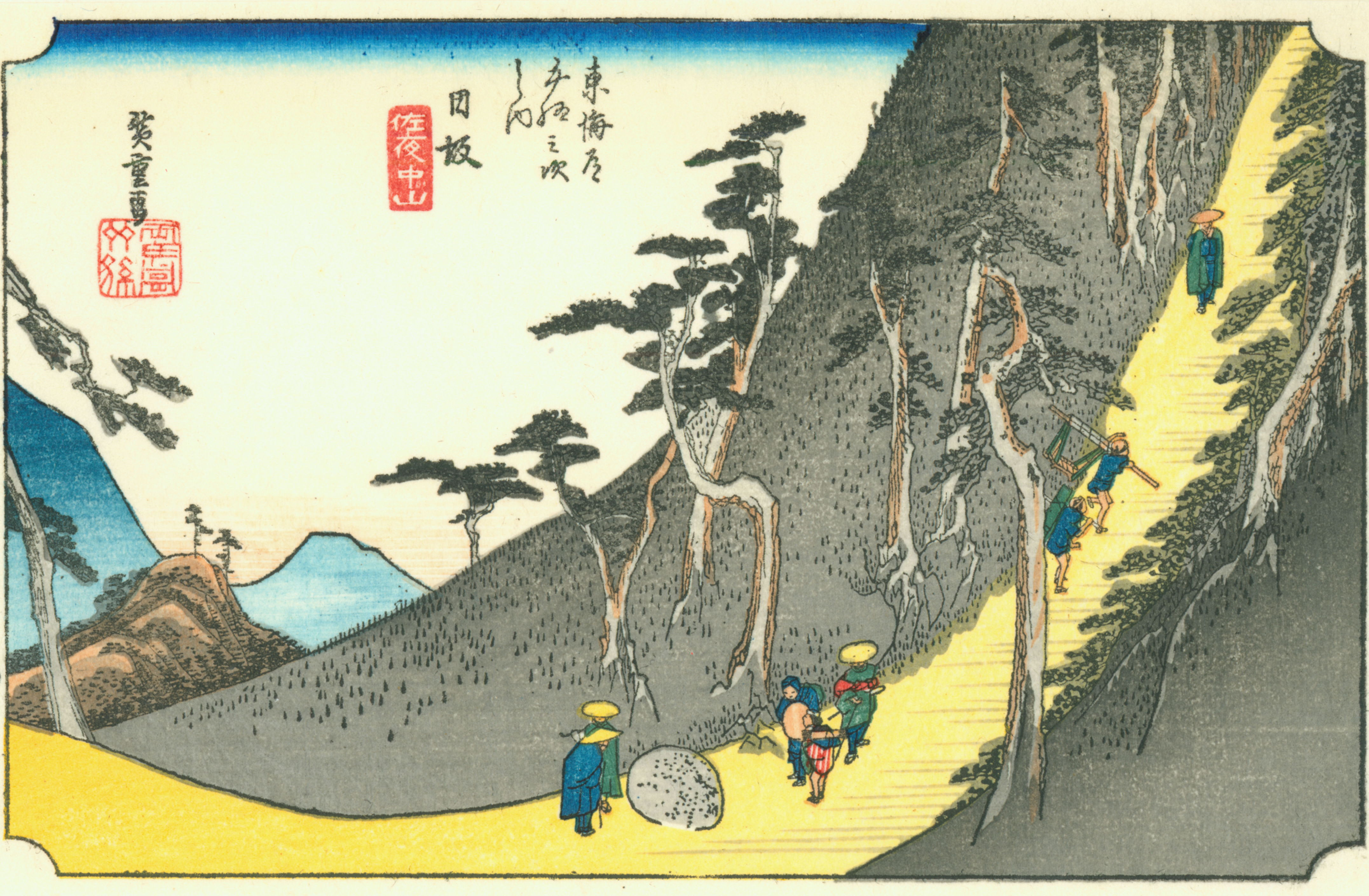
Nissaka-shuku dans les années 1830, estampe de Hiroshige de la série des Cinquante-trois Stations du Tōkaidō.

Nissaka-shuku (日坂宿, Nissaka-shuku) était la vingt-cinquième des cinquante-trois stations du Tōkaidō. Elle est située dans la ville actuelle de Kakegawa, préfecture de Shizuoka, au Japon.

## Histoire
Nissaka-shuku était située à l'entrée ouest de Sayo no Nakayama (小夜の中山), considéré comme l'un des trois difficiles cols de montagne le long du Tōkaidō. À l'entrée ouest de la station se trouve le sanctuaire Kotonomama Hachimangū (事任八幡宮, Kotonomama Hachimangū).
À l'origine, plusieurs caractères étaient utilisés pour écrire le nom Nissaka, dont 入坂, 西坂 et 新坂, comme il ne s'agissait de rien de plus qu'une petite ville située entre Kanaya-juku sur les berges de la rivière Ōi-gawa et Kakegawa-juku, une jōkamachi (ville-château) qui était une intersection au long d'une ancienne route du sel. Quand Nissaka-shuku fut officiellement établie comme étape du Tōkaidō au début de la période Edo, les caractères devinrent officiellement 日坂.
L'estampe classique ukiyoe d'Ando Hiroshige (édition Hoeido) de 1831-1834 montre des voyageurs sur une route escarpée au milieu d’impressionnantes montagnes noires, en train d'observer un gros rocher sur la route. Cette pierre était un jalon connu sur le Tōkaidō sous le nom « la pierre qui pleure la nuit ». Selon la légende, des bandits attaquèrent et tuèrent une femme enceinte à cet endroit. Quand elle mourut, un prêtre qui passait entendit la pierre l'appeler pour qu'il sauve l'enfant qui avait survécu.
La ligne principale Tōkaidō, construite durant l'ère Meiji, était conçue pour éviter le difficile col et en conséquence la prospérité de Nissaka-shuku commença à décliner. La ville connut un nouveau développement quand la route 1 fut reconstruite après la Seconde Guerre mondiale et qu'elle traversait Nissaka.
En 1955, le village de Nissaka dans le district d'Ogasa s'est réuni à la ville voisine de Kakegawa.

## Ekiden
La ville de Kakegawa accueille la course Nissaka-juku ekiden (日坂宿駕籠駅伝) en avril chaque année.